# 索莫萨斯
索莫萨斯（西班牙語：Somozas，阿斯索莫萨斯）是西班牙加利西亚自治区拉科鲁尼亚省的一个市镇。总面积约71km², 总人口1128人（2017年），人口密度16人/km²。

## 人口
| 阿斯索莫萨斯历史人口变化图                                 |
|                                                            |
| 来源：西班牙国家统计局（1900-1991年，实际人口）（2000年-） |

## 政治
| 2011年5月22日阿斯索莫萨斯市镇选举结果 |      |        |        |
| 政党                                  | 票数 | %      | 议席数 |
| PPdeG                                 | 699  | 79.43% | 8      |
| PSdeG-PSOE                            | 85   | 9.66%  | 1      |
| BNG                                   | 80   | 9.09%  | 0      |

- 备注：
  - 加利西亚人民党（PPdeG）
  - 加利西亚工人社会党（PSdeG-PSOE）
  - 加利西亚民族主义集团（BNG）

## 图集

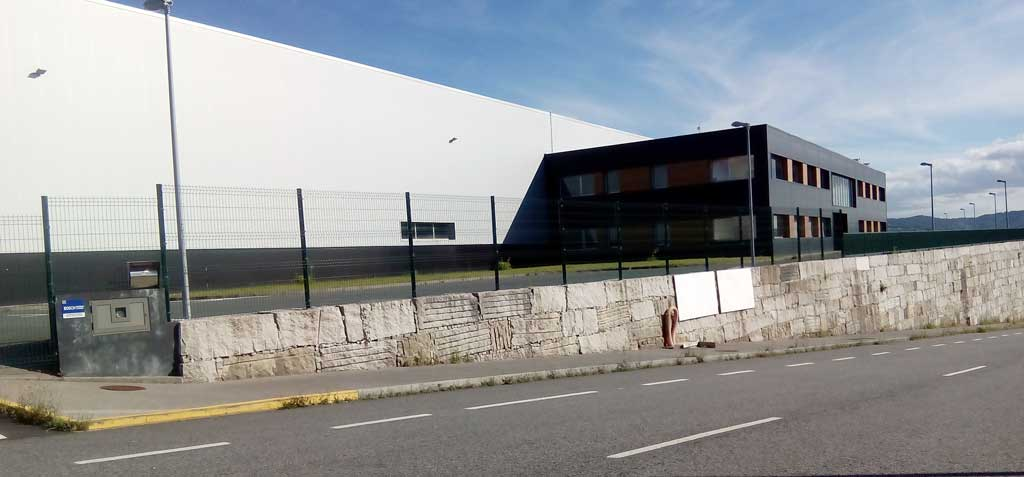
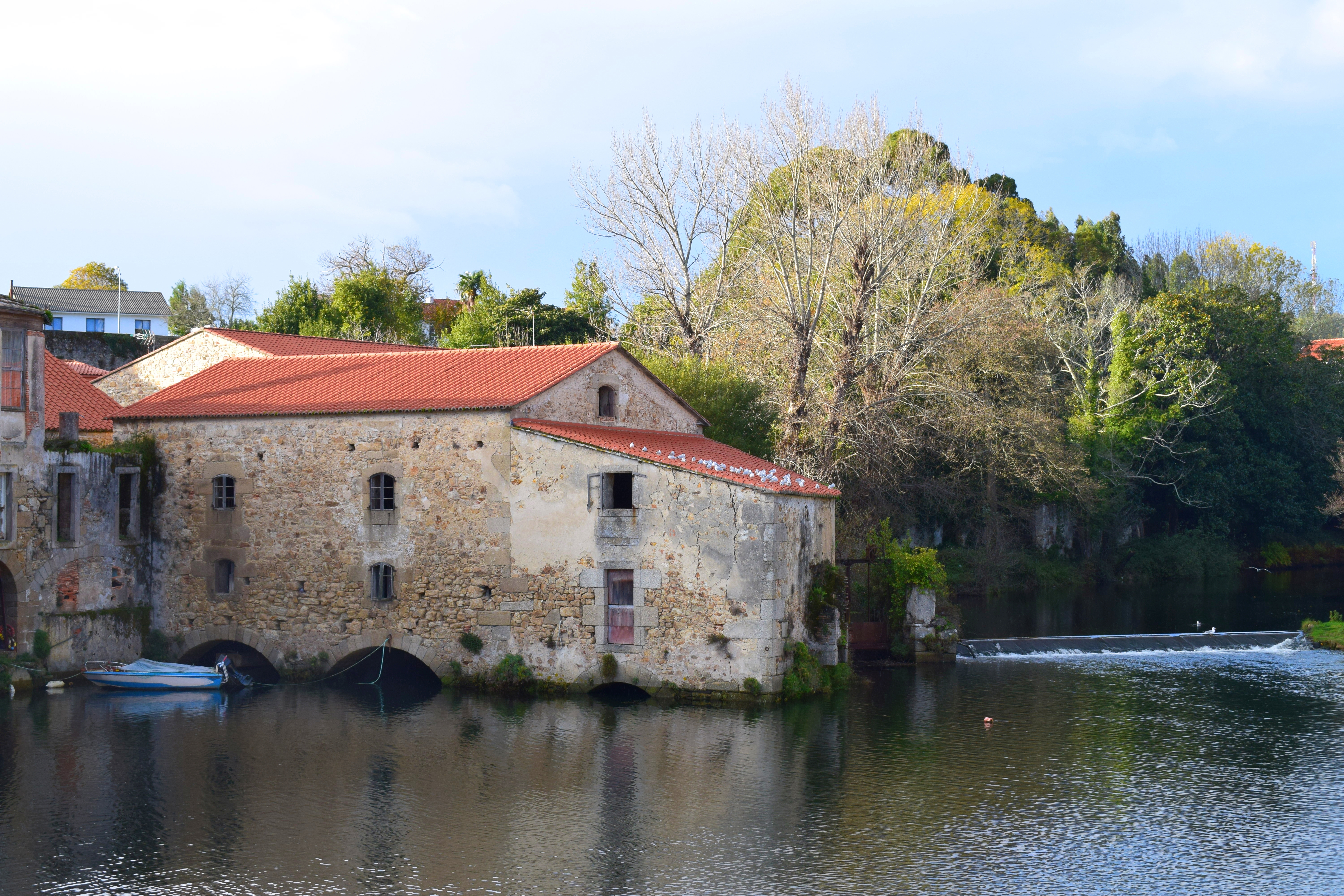